# Bayes-Risiko
Das Bayes-Risiko ist ein Begriff aus der mathematischen Statistik und eine Verallgemeinerung einer Risikofunktion. Anschaulich liefert das Bayes-Risiko den potentiellen Schaden bei Verwendung eines Entscheidungsverfahrens, wenn man bereits über gewisse Vorinformationen bezüglich der Ausgangssituation verfügt. Das Bayes-Risiko wird beispielsweise zur Definition von Bayes-Entscheidungsfunktionen verwendet.

## Definition
Gegeben sei ein statistisches Modell {\displaystyle (X,{\mathcal {A}},(P_{\vartheta })_{\vartheta \in \Theta })} mit Parametermenge {\displaystyle \Theta } sowie eine Risikofunktion {\displaystyle R(\vartheta ,\delta )} für eine Entscheidungsfunktion {\displaystyle \delta }. Es sei {\displaystyle \Theta _{W}} die Menge der Wahrscheinlichkeitsmaße auf {\displaystyle \Theta }. Dann heißt die Funktion
{\displaystyle r(\mu ,\delta )=\int _{\Theta }R(\vartheta ,\delta )\mathrm {d} \mu (\vartheta )}
das Bayes-Risiko der Entscheidungsfunktion {\displaystyle \delta } bezüglich der a-priori-Verteilung {\displaystyle \mu \in \Theta _{W}}.

## Bemerkungen
- Der Übergang von der Risikofunktion, die als Variable den Parameter {\displaystyle \vartheta } besitzt, zur Bayes-Risikofunktion, die Wahrscheinlichkeitsmaße auf der Parametermenge verwendet, kann als Zusatzinformation interpretiert werden, die in das Modell fließt. Anstelle das Risiko für jeden einzelnen Wert auszuwerten, besitzt man Informationen in Form der A-priori-Verteilung darüber, welche Werte dieser Parameter mit größerer oder kleinerer Wahrscheinlichkeit annimmt. Dadurch lässt sich das Gesamtrisiko besser abschätzen.
- Für eine feste Entscheidungsfunktion {\displaystyle \delta } gilt

{\displaystyle \sup _{\vartheta \in \Theta }R(\vartheta ,\delta )=\sup _{\mu \in \Theta _{W}}r(\mu ,\delta )}.
Dadurch lassen sich zum Beispiel Minimax-Entscheidungsfunktionen auch mittels A-priori-Wahrscheinlichkeiten charakterisieren.

## Spieltheoretische Interpretation
Ein statistisches Entscheidungsproblem lässt sich als Zwei-Personen-Nullsummenspiel der Natur interpretieren. Zuerst wählt die Natur durch die Wahl des Parameters ihre reine Strategie {\displaystyle \vartheta } aus der Parametermenge {\displaystyle \Theta }, der Statistiker reagiert darauf mit seiner gemischten Strategie, die der Wahl einer Entscheidungsfunktion entspricht. Die gewöhnliche Risikofunktion entspricht dann dem Verlust des Statistikers, was aufgrund der Nullsummeneigenschaft der Gewinn der Natur ist.
Der Übergang von der Entscheidungsmenge {\displaystyle \Theta } zur Menge von Wahrscheinlichkeitsmaßen {\displaystyle \Theta _{W}} auf dieser Menge kann dann als gemischte Erweiterung des Spiels betrachtet werden. Die Natur verwendet nun auch gemischte anstelle von reinen Strategien. Das Bayes-Risiko ist nun die neue Auszahlungsfunktion zu dem erweiterten Spiel mit gemischten Strategien für beide Spieler.
Dieses neue Spiel hat den Vorteil, dass weitaus allgemeinere Aussagen für die Existenz von Gleichgewichtspunkten gelten.
Die Minimax-Strategien dieses Spieles sind wichtig für das Auffinden von optimalen Entscheidungsfunktionen. So sind die Minimax-Strategien für den Statistiker (Spieler 2) genau die Minimax-Entscheidungsfunktionen, die Minimax-Strategien der Natur (Spieler 1) werden dann auch ungünstigste a-priori-Verteilungen genannt.